# Magnus Malan
General Magnus André De Merindol Malan (* 30. Januar 1930 in Pretoria, Südafrika; † 18. Juli 2011 in Kapstadt) war ein südafrikanischer Militär. Er diente von 1980 bis 1991 als Verteidigungsminister der Republik Südafrika während der Apartheid unter Premierminister und Staatspräsident Pieter Willem Botha sowie seinem Nachfolger. Zuvor war er Oberbefehlshaber des Heeres und dann der Streitkräfte Südafrikas.

## Leben
Magnus Malan war der Sohn von Elizabeth Frederika Malan und Avril Ire Malan de Mérindol, Professor für Biochemie an der Universität Pretoria und Parlamentsabgeordneter der Nasionale Party für den Wahlkreis Hercules in Pretoria sowie Sprecher des House of Assembly of South Africa.
Seine Schulbildung erwarb Malan zunächst an der Afrikaans Hoër Seunskool, die Abschlussprüfung legte er jedoch in Kimberley an der Dr Danie Craven’s Physical Education Brigade 1948 ab. Der militärische Charakter dieser Einrichtung erweckte sein Interesse für einen späteren Berufsweg in den Streitkräften. Auf Anraten seines Vaters ließ er sich ab 1949 an der Universität Stellenbosch für einen Bachelorabschluss im Bereich Wirtschaftswissenschaften matrikulieren. Schon zum Ende dieses Jahres wechselte Malan in einen Kurs für künftige Offiziere und diente danach als Kadett bei der Permanent Force. Schließlich nahm er das Studium mit dem Ziel des Bachelor der Militärwissenschaft an der Universität Pretoria auf, das er 1953 mit diesem Grad abschloss.
Von 1962 bis 1963 studierte er am Command and General Staff College in Fort Leavenworth, Kansas.
Im Jahre 1973 übernahm Malan das Kommando über die südafrikanischen Landstreitkräfte (South African Army) und 1976 wurde er Oberbefehlshaber (Chief of the Defence Force) über alle Waffengattungen. Am 7. Oktober 1980 erfolgte seine Ernennung zum Verteidigungsminister.
Bei den Kriegseinsätzen der SADF gegen die Befreiungsbewegungen in Mosambik und Angola befahl er die Anwendung von Methoden der asymmetrischen Kriegführung. Er hatte sich wiederholt öffentlich für das Konzept einer total national strategy ausgesprochen. Seinen Bestrebungen nach umfasste eine solche Strategie miteinander abgestimmte Maßnahmen auf den Handlungsfeldern des Militärs, der Politik, Diplomatie, Ökonomie, Religion, Kultur, des Sports und der Öffentlichkeitsarbeit. Die Vorgehensweise unter diesem Titel war sorgfältig konzipiert, politisch motiviert und beruhte strukturell auf theoretischen Vorarbeiten des französischen Generals André Beaufre. Zwischen 1980 und 1991 zählte Malan zu den so genannten Securocrats, einem Kreis aus militärischen und zivilen Führungspersonen. Malan und seine Mitarbeiter argumentierten in Begriffskategorien des „Vernichten“ und „Auszurotten“.
Kurz nachdem er 1980 die Funktion des Verteidigungsministers übernommen hatte, billigte er ein Entwicklungsprogramm für die biologische Waffen, das 1981 offiziell begonnene Project Coast. Als Verteidigungsminister verfügte er über einen Haushalt von nahezu 4 Milliarden US-Dollar, über dessen Verwendung ein Teil des Regierungskabinetts entschied. Er ordnete die Einrichtung des Civil Cooperation Bureau, einer parastaatlichen Agentur für Desinformation und Mord an. Er und Pieter Willem Botha waren nach den Ergebnissen der Truth and Reconciliation Commission an der Gewinnung des Spezialisten Wouter Basson für dieses Projekt maßgeblich verantwortlich.
Er entsandte reguläre Armeetruppen in Townshipsiedlungen, bestritt jedoch später vehement, dass Handlungen des Apartheidstaates nachträglich mit Rechtsmitteln zu verfolgen wären. Im Jahre 1986 vertrat Malan Angesichts der Auswirkungen des landesweit verhängten Ausnahmezustands die Auffassung, dass für die schwarze Bevölkerung im Land politische Rechte kein maßgebliches Anliegen darstellen würden. Materielle Bedürfnisse, wie Arbeit, Wohnraum, Bildung, Kleidung und Ernährung schien nach seiner Sicht uninteressant geworden zu sein. Die politischen Aktivisten unter den schwarzen Einwohnern, die nach der Verfassungsreform von 1983 demokratisch marginalisierte und staatsbürgerlich entrechtete Bevölkerungsmehrheit, würden seiner Auffassung nach den Wunsch zur Erlangung dieser grundlegenden Lebensbedingungen ausnützen. 1987 bekräftigte er diese Haltung, indem er zum Ausdruck brachte, dass der ANC im künftigen Südafrika keinen Platz einnehmen würde.
1987 räumte er ein, dass die South African National Defence Force in Angola die União Nacional para a Independência Total de Angola gegen die SWAPO und den African National Congress unterstützen.
Nachdem die Staatsfinanzierung der Inkatha Freedom Party 1991 öffentlich wurde, ernannte ihn Frederik Willem de Klerk zum Minister for water affairs and forestry (etwa: Minister für Wasser und Forsten). 
Von 1981 bis 1993 hatte er ein Abgeordnetenmandat der Nasionale Party für den Wahlkreis Modderfontein. Zudem gehörte er dem Exekutivrat seiner Partei an.

## Orden
- Star of South Africa (1975)[8]
- Southern Cross Decoration (1977)[8]
- Pro Patria Medal mit Cunene-Spange für die Teilnahme an der Operation Savannah in Angola (1977)[8][11]

## Werke
- Alexander Meigs Haig, Magnus Malan, Peter Alexander Rupert Carrington, Pieter Willem Botha, Anthony Parsons, Ian Gilmour: Namibia negotiations. In: Southern Africa record. Braamfontein 1981, Vol. 25/26, S. 24–42, ISSN 0377-5445[12]
- Magnus Malan, Kurt Robert Samuel von Schirnding: South Africa and Angola. In: Southern Africa record. Braamfontein 1985, Vol. 41, S. 15–22, ISSN 0377-5445[13]
- My life with the SA Defence Force. Protea Book House, Pretoria, 2006, ISBN 9781869191146[14][15] (in Afrikaans: My lewe saam met die SA Weermag)

## Privates
Im Jahre 1962 heiratete Malan seine Frau Magrietha Johanna (Margot) van der Walt. Sie hatte einen Abschluss an der University of the Orange Free State erworben. Aus der Ehe gingen zwei Söhne und eine Tochter hervor. Magnus Malan unterzog sich 1986 einer Bypass-Operation am Herzen.